# Dead Man’s Eyes
Dead Man’s Eyes – amerykański film grozy z 1943 roku. Film jest adaptacją słuchowiska radiowego.

## Obsada[1]
- Lon Chaney Jr. - David 'Dave' Stuart
- Acquanetta - Tanya Czoraki
- Jean Parker - Heather Hayden
- Paul Kelly - dr Alan Bittaker
- Thomas Gomez - kapitan Drury
- Jonathan Hale - dr Sam Welles
- Edward Fielding - dr Stanley Hayden
- George Meeker - Nick Phillips
- Pierre Watkin - adwokat